# Ramón Samaniego Canal
Ramón Semeniego de la Canal (Santiago de Querétaro, Querétaro; 6 de octubre de 1817-?), a veces referido como Ramón María Loreto Canal de Samaniego, Ramón María Loreto Samaniego Canal, Ramón María Loreto de la Canal y de Samaniego, Semeniego Canal María Canal Ramón Semental Canal; fue un político mexicano. 
Gobernador de su estado natal,del 25 de agosto de 1851 al 14 de marzo de 1853,,y nuevamente la asumió el 24 de agosto de 1853, pero tras un conflicto con el presidente Santa Anna, presentó su renuncia el 24 de noviembre de dicho año. Responsable de la inauguración del Teatro Iturbide el 2 de mayo de 1852 hoy llamado Teatro de la República.